# 1950-talet

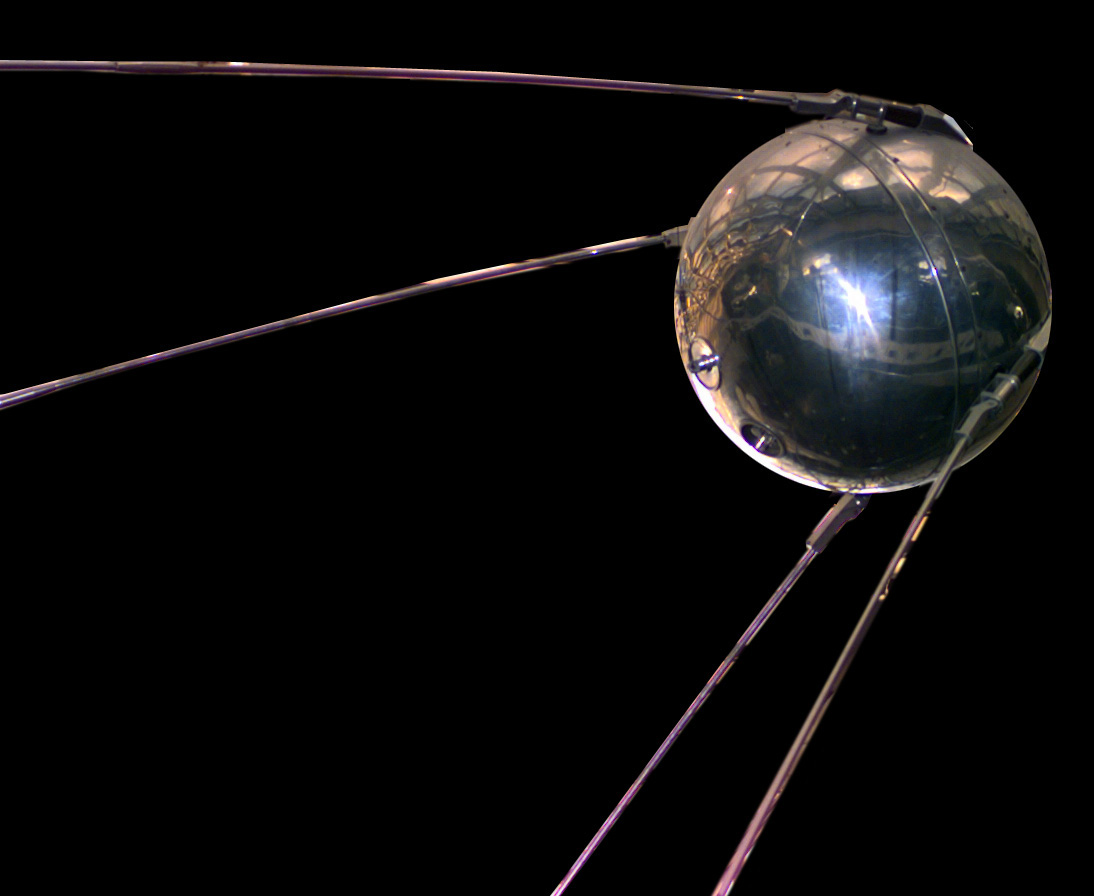
1957 blev Sovjetunionen jordens första stat att skjuta ut rymdfarkoster, och rymdkapplöpningen blev en viktig del av det kalla kriget.

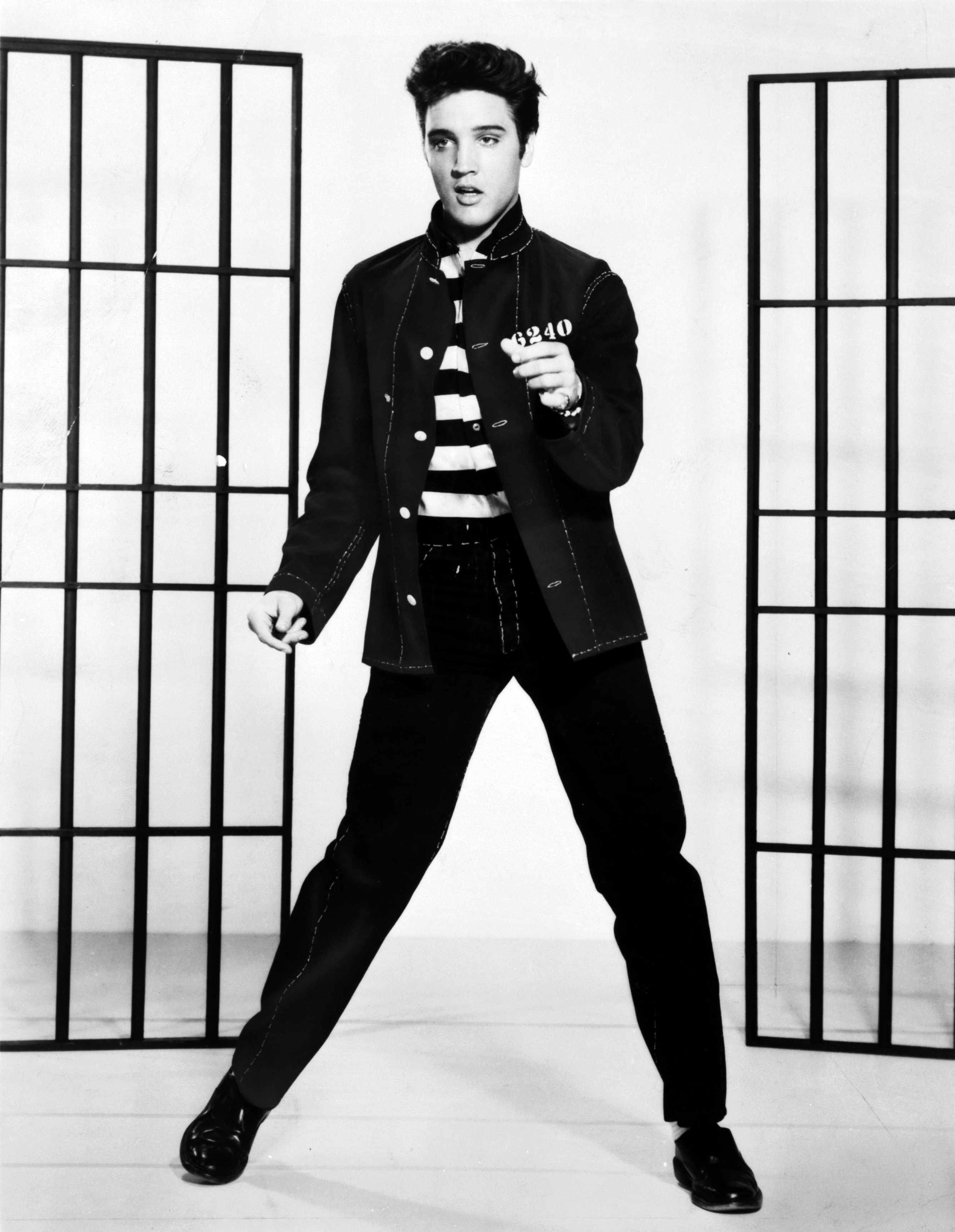
Rockmusiken tog sina första ackord under 1950-talet.

1950-talet, eller i vardagligt tal 50-talet, är ett årtionde inom den kristna tideräkningen mellan 1 januari 1950 och 31 december 1959. Det kalla kriget var i full gång och spänningarna mellan blocken växlade. Inom ungdomskulturen blev rockmusik populärt. I Sverige, som klarat andra världskriget relativt bra genom sin uttalade neutralitet, fick välfärden ett kraftigt uppsving och industrin gick på högvarv med en omfattande export till de krigsdrabbade länderna. Till följd av den goda ekonomin ökade såväl privatbilismen som andra vägtransporter, vilket slog hårt mot äldre infrastruktursystem som järnvägen.

## Händelser

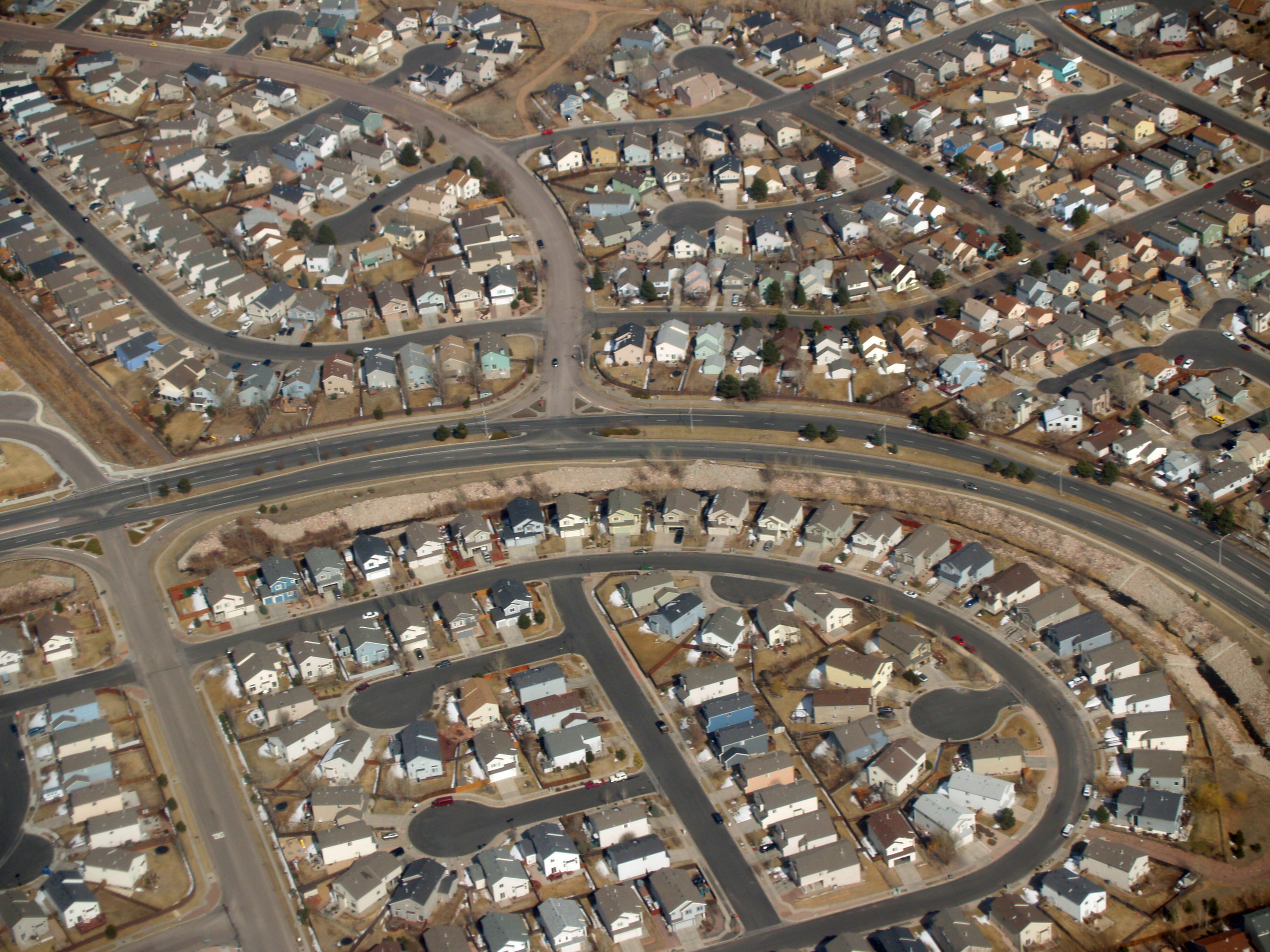
I USA möjliggjorde den ökade bilismen och det låga bensinpriset utbredningen av fler villaförorter.

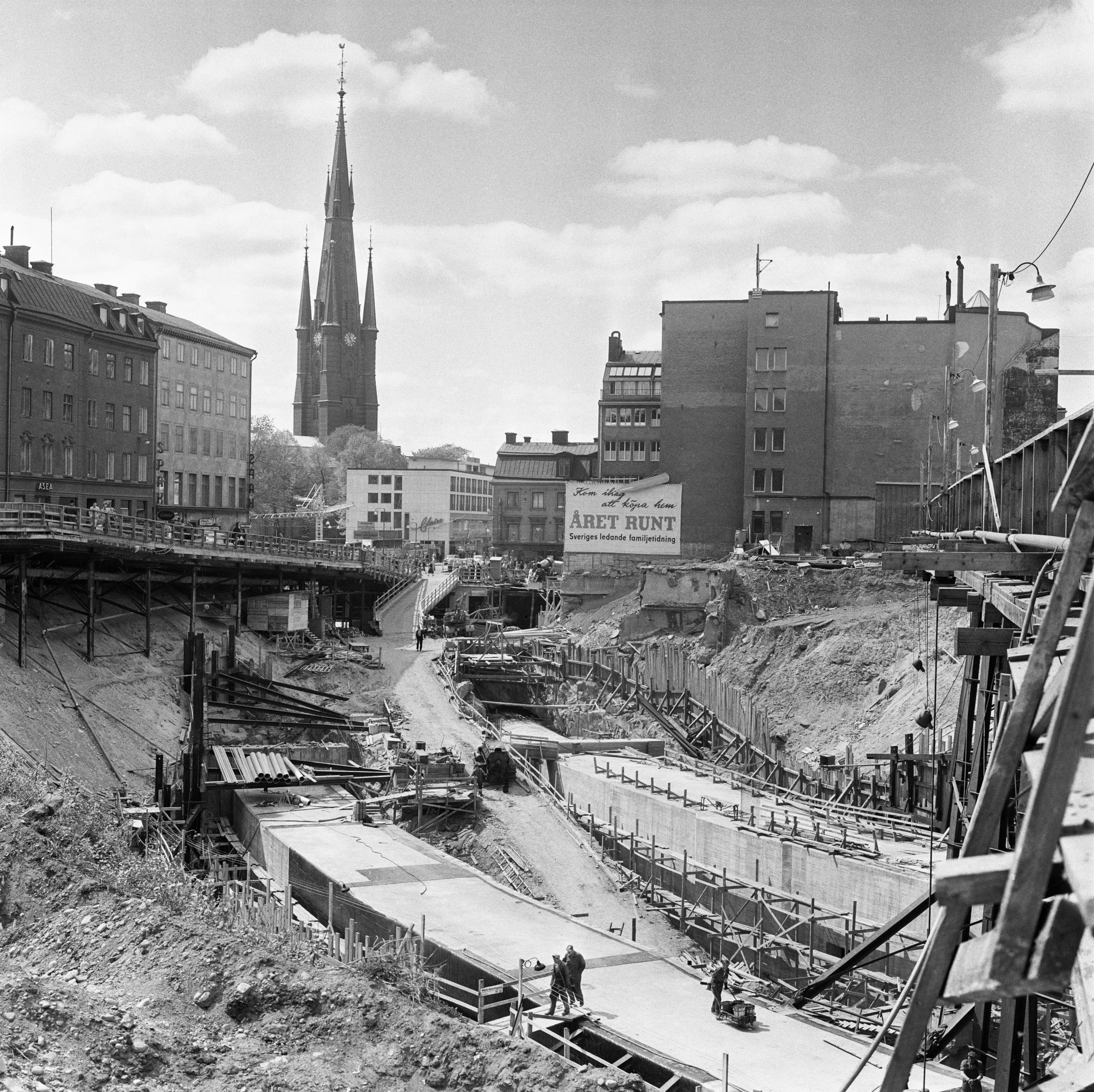
Statsmakterna i många länder satsade mycket pengar på infrastruktur. Här är Norrmalmsregleringen och bygget av Stockholms tunnelbana i Sverige.

Oljepriset var lågt efter andra världskriget, och fram till oljekrisen 1973.

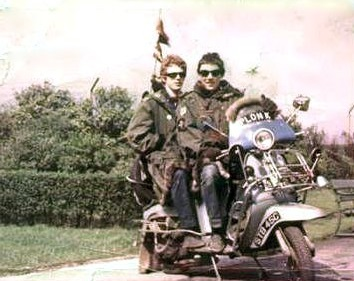
Utökad fritid bland tonåringarna skapade ungdomssubkulturer, som mods.

### Större händelser
- 25 juni 1950: Koreakriget inleds. Båda sidor skyller krigsutbrottet på varandra.
- 5 mars 1953: Sovjetunionens kommunistpartiledare Josef Stalin dör.
- 27 juli 1953: Koreakriget slutar i praktiken då Nordkorea och Sydkorea sluter vapenvila. USA vägrar dock fortfarande (2025) sluta fred med Nordkorea.
- 23 april 1955: Första svenska charterresan ankommer till Mallorca.
- 23 oktober 1956: Ungernrevolten. Folkuppror i Ungern 1956 riktat mot landets dåvarande regering styrd av kommunistiska ungerska arbetarpartiet (Magyar Dolgozók Pártja, MDP), samt mot Sovjetunionens inflytande i Ungern.
- 23 mars 1956: Elvis Presley släpper sitt självbetitlade debutalbum Elvis Presley. Han banar väg för rock'n'roll-stilens ökade popularitet.
- 29 juni 1958: I Sverige lyckas Brasilien för första gången vinna fotbolls-VM, genom att i finalen besegra Sverige med 5-2.

### År1950

Koreakriget.

- 1 januari – Sverige får två nya städer, Hagfors stad och Oxelösunds stad.
- 4 januari – Israel förklarar Jerusalem som huvudstad i staten Israel.
- 15 januari – Sverige erkänner den kommunistiska folkrepubliken Kina.
- 23 januari – Sverige blir medlem av Unesco, FN:s organ för internationellt samarbete inom utbildning, vetenskap, kultur och kommunikation.
- 24 januari – Klaus Fuchs, Tyskfödde brittiske forskaren, går in till Londons War Office och erkänner att han i sju år spionerat för Sovjet, och överlämnat topphemlig data om amerikanska och brittiska kärnvapen till Sovjet.
- 12 februari – Europeiska Radio- och TV-unionen (European Broadcasting Union); (Europeiska radiounionen; EBU) bildas.
- 25 juni – Koreakriget utbryter då nordkoreanska trupper går över gränsen till Sydkorea vid 38:e breddgraden.
- 15 augusti – En jordbävning och översvämning i Assam i Indien med styrka 8,6 på Richterskalan förorsakar 20-30 000 dödsoffer och gör cirka 5 miljoner människor hemlösa.
- 29 september – Ett kraftigt jordskred i samhället Surte vid Göta älv drar ner 35 bostadshus med 180 lägenheter i massorna. En person omkommer i olyckan, orsakad av kraftiga regn samt jord- och lermassor i rörelse. 300 personer blir hemlösa i skalvet, som börjar klockan 08.10.
- 30 september – FN-trupperna återtar Seoul efter motoffensiv och driver de nordkoreanska soldaterna över gränsen vid 38:e breddgraden, och fortsätter sedan in i Nordkorea.
- 29 oktober – Kung Gustaf V av Sverige dör och efterträds som kung av Sverige av sin 67-årige son Gustaf VI Adolf. Gustaf V är vid sin död på Drottningholms slott 92 år gammal, och inne på sitt 43:e regeringsår och därmed den regent i Sverige som blivit äldst och regerat längst. Gustaf VI Adolf, som är 67 år, antar valspråket "Plikten framför allt". Hans fyraårige sonson Carl Gustaf blir kronprins.
- 1 november – Påve Pius XII skall ha sett samma Mariauppenbarelse i solen ("Solundret") som först visade sig 1917 i Fátima, Portugal vid Vatikanstaten och upptar en ny dogm för romersk-katolska kyrkan, "Munificentissimus Deus", som säger att Gud tog Marias kropp upp till himlen efter hennes död ("Jungfru Marie himmelsfärd").
- 26 november – Kina går med i Koreakriget på Nordkoreas sida.

### År1951

Europeiska kol- och stålunionen.

- 3 januari – Sveriges riksdag tillsätter en utredning om televisionens införande i Sverige.
- 9 januari – Förenta nationernas högkvarter i New York invigs.
- 18 april – Fördraget om upprättandet av Europeiska kol- och stålgemenskapen undertecknas i Paris av utrikesministrarna för Belgien, Frankrike, Italien, Luxemburg, Nederländerna och Västtyskland.
- 31 december – Marshallplanen utgår efter att ha delat ut över $13,3 miljarder i USD i bistånd för återuppbyggnaden av Europa.

### År1952
- 6 februari – När den brittiske kungen George VI dör blir hans dotter Elizabeth II regerande drottning av Storbritannien.
- 16 mars – Danmark, Island, Norge och Sverige bildar Nordiska rådet vid ett möte i Köpenhamn. Finland väljer till en början att stå utanför för att inte störa sina relationer med Sovjetunionen.
- 26 maj – De allierade sluter fred med Västtyskland, och ockupationen upphör.
- 1 juli – I Sverige tillåts mopeden som körkortslöst motorfordon.
- 22 augusti – I Sveriges största morddrama dödas tio personer i Skåne av Tore Hedin, en avskedad polis som sedan dränker sig själv. Han avskedades för att ha misshandlat sin fästmö då hon ville bryta förlovningen, och mördade sedan henne samt hennes chef och sina egna föräldrar, samt sex personer på ålderdomshemmet i Hurva, som han därefter brände ner. I ett avskedsbrev erkänner han också rånmord på en kvarnägare 1951.

### År1953
- 1 februari - En översvämningskatastrof drabbar Nederländerna då vallarna mot Nordsjön brustit och 100 000 personer blir hemlösa.  Översvämningarna kräver drygt 2 100 dödsoffer, och människor måste räddas med båt och helikopter.
- 25 april – Francis Crick och James D. Watson publicerar sin beskrivning av DNA-strukturen.
- 2 juni – Storbritanniens drottning Elizabeth II kröns.
- 1 juli – Coca-Cola börjar tillverkas på licens i Sverige då förbudet upphör efter att fosforsyran tidigare ansetts farlig.
- 27 juli – Koreakriget tar slut i och med att USA, Kina, Nordkorea och Sydkorea undertecknar en överenskommelse om vapenstillestånd i Panmunjom och fastställer en demarkationslinje som sammanfaller med fronten som den var i maj 1951, och en demilitariserad zon skapas. USA hade under konfliktens sista år 300 000 soldater närvarande, och över 36 000 amerikanska soldater har dödats i strid [1].
- 20 augusti – Sovjetunionen spränger sin första vätebomb, mindre än ett år efter att USA sprängt en vätebomb.
- 8 september – Sveriges första motorväg, mellan Malmö och Lund, invigs. Vägen är fyrfilig och 22 meter bred. Hastighetsbegränsning saknas men vägen anses ofarlig då kurvor, backar och korsningar saknas. Inviger gör prins Bertil.
- 16 september – Forum invigs i Uppsala och är Sveriges första moderna varuhus.

### År1954

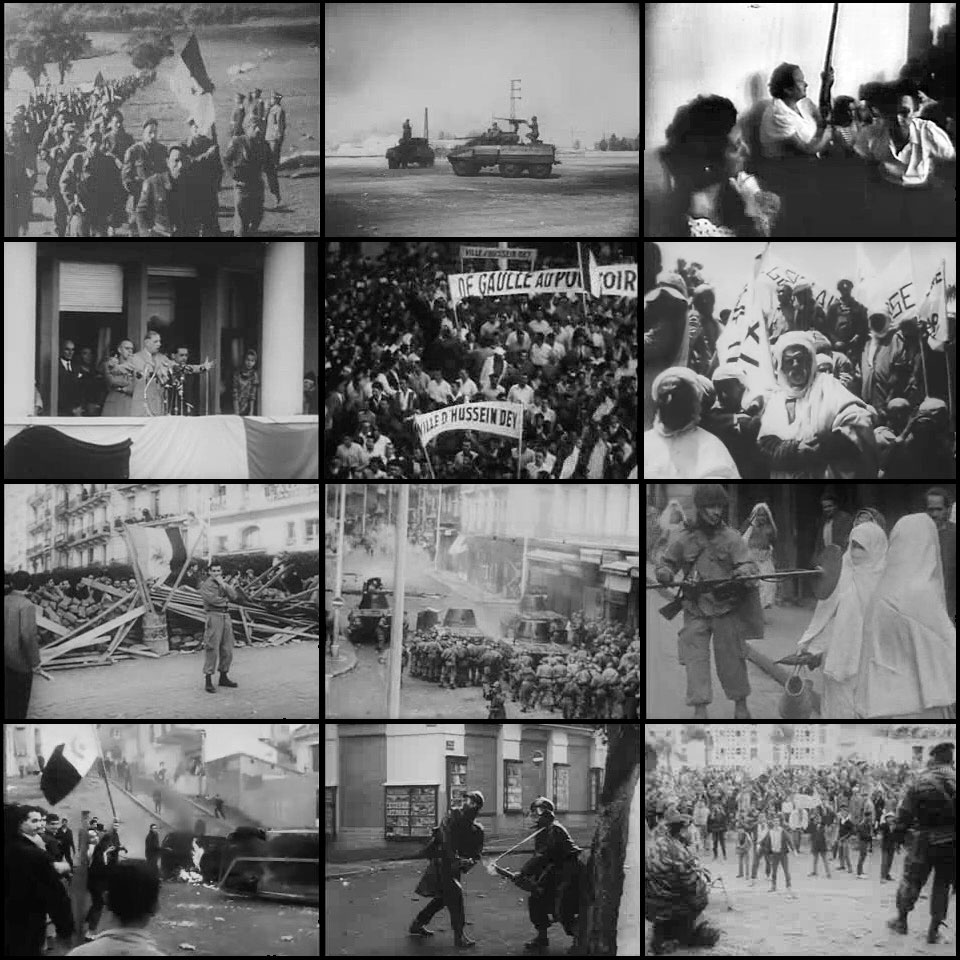
Algerietrevolten.

- 23 februari – Ett nytt vaccin mot polio presenteras i USA.
- 4 mars – Den första framgångsrika njurtransplantationen i världen utförs i Boston, Massachusetts i USA.
- 1 april – Det nya poliovaccinet börjar prövas i Sverige.
- 14 april - Mjölk börjar säljas i Tetra Pak istället för flaska i Lund.
- 15 juni – Det europeiska fotbollsförbundet Uefa bildas i Basel.
- 5 juli – Elvis Presley skivdebuterar hos Sun Records i Memphis, Tennessee med låten That's all right.
- 21 juli – Vid en konferens i Genève beslutas att Vietnam vid 17:e breddgraden skall delas i två delar. I norr styr kommunisterna ledda av Ho Chi Minh. Laos och Kambodja blir också självständiga stater.
- 1 november - En serie attentat genomförs i Algeriet, av en rörelse ledd av Ahmed Ben Bella. Frankrike skickar fallskärmsjägare.

### År1955
- 15 april – Den första McDonald's-restaurangen öppnas i Des Plaines, Illinois.
- 23 april – Första svenska charterresan ankommer till Mallorca.
- 1 maj – Amerikanske rockartisten Elvis Presley inleder sin första konsertturné i USA.
- 5 maj – Västtyskland utropas till självständig stat.
- 15 maj – Den allierade ockupationen av Österrike upphör då regeringen i Wien lovar att hålla sig neutral i utrikespolitiken.
- 11 juni – 85 personer omkommer då två tävlingsbilar slungas ut bland publiken i Le Mans under 24-timmarsloppet.
- 17 juli – Disneyland öppnar i Anaheim, Kalifornien.
- 27 juli – Österrike blir helt självständigt, sedan alla fyra ockupationsmakter givit upp sin ockupation av landet.
- 1 oktober – Den svenska motboken avskaffas efter 40 år. Alla över 21 år får köpa hur mycket de vill på Systembolaget och starköl, tidigare receptbelagd apoteksvara, börjar säljas vid systembolag och restauranger där det snabbt blir populärt.
- 16 oktober – Svenska folket röstar i en folkomröstning nej till högertrafik. 82,9 % röstar för bibehållande av vänstertrafiken och 15,5 % röstar för högertrafik.

### År1956

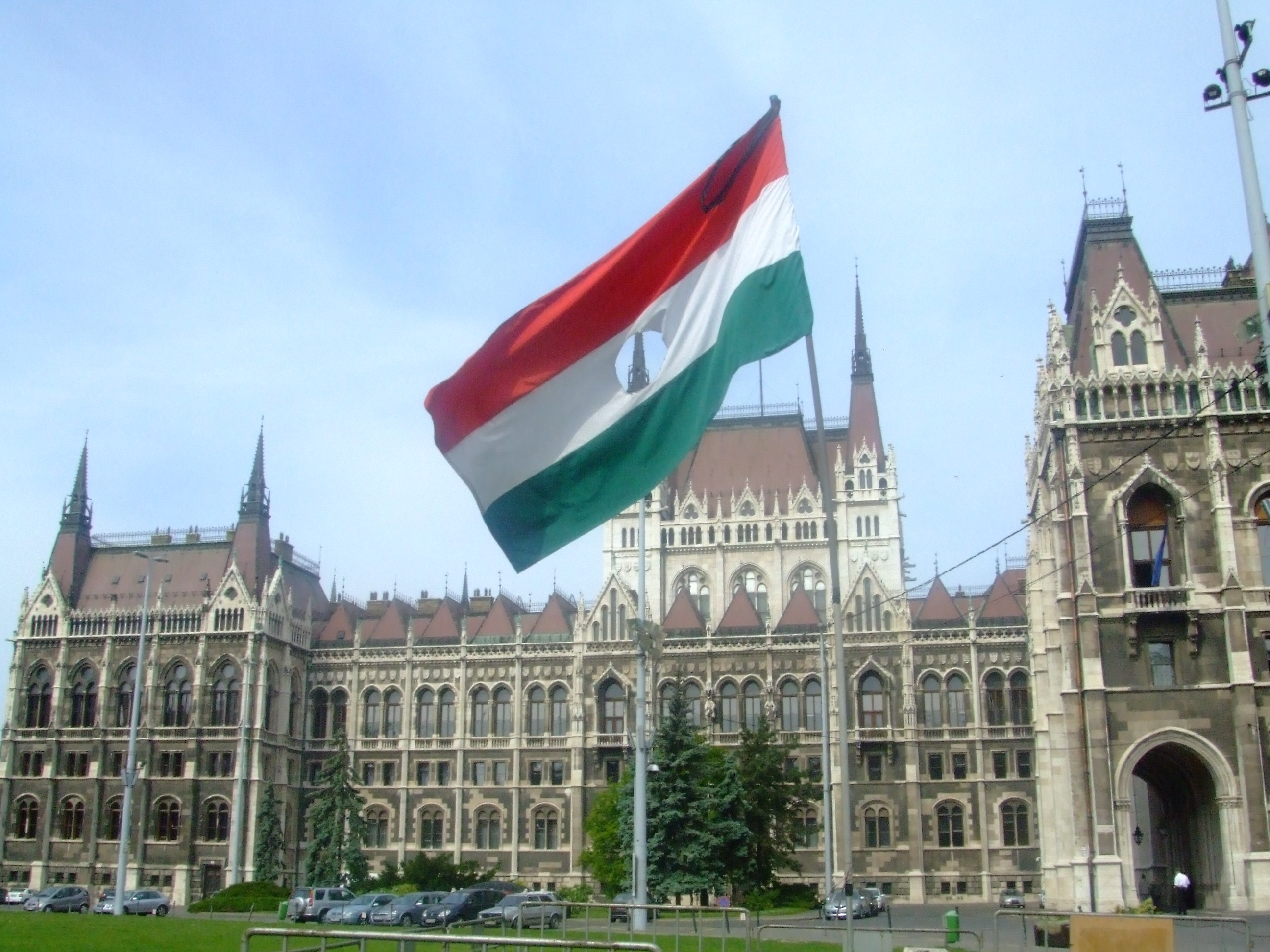
Ungernrevolten.

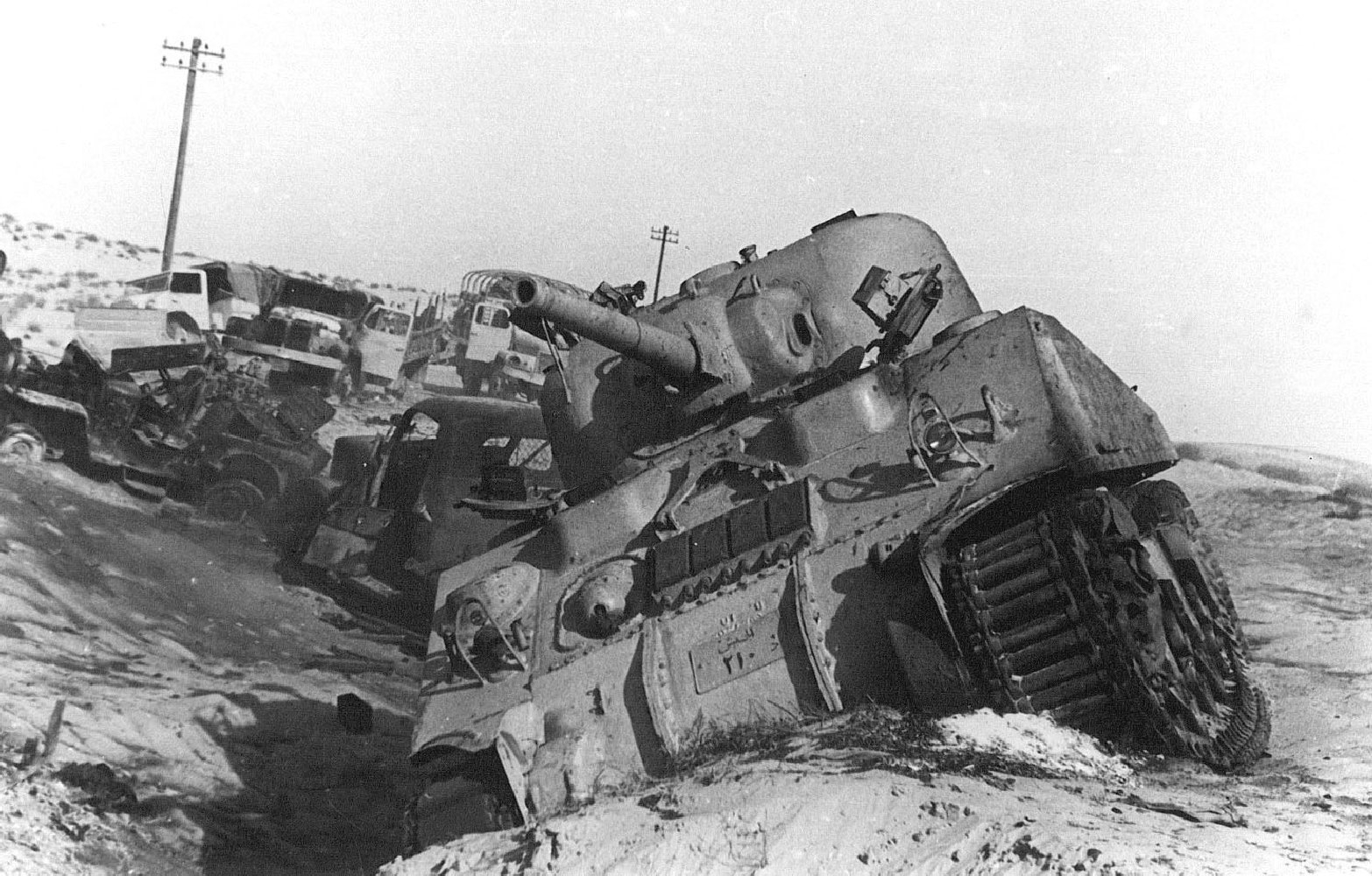
Suezkrisen.

- 23 mars – Pakistan blir världens första islamistiska stat.
- 24 maj – Sveriges riksdag beslutar att reguljära svenska TV-sändningar skall starta och ger Radiotjänst monopol på dem. TV skall, liksom radion, finansieras genom licenser och utan reklam, och TV-nätet skall byggas ut så att inga medborgare missgynnas.
- 4 september – Svenska licensbelagda TV-sändningar startar officiellt klockan 20:00 med programmet Tänker ni rösta?, lett av Lennart Hyland.
- 16 september – Högerpartiet går framåt i det svenska andrakammarvalet. Regeringspartierna går tillbaka men behåller majoriteten. Högerpartiet och Folkpartiet gör ATP-frågan till den stora valfrågan för att försöka överta regeringsmakten.
- 23 oktober – I Ungern inleds ett folkligt uppror mot den kommunistiska regeringen, och den 7 meter höga Stalinstatyn rivs.
- 27 oktober – Imre Nagy bildar en nationalistisk regering i Ungern.
- 29 oktober – Israel anfaller Egypten.
- 31 oktober – Då Egyptens president Gamal Abdel Nasser nationaliserat Suezkanalen går Frankrike och Storbritannien till militärt anfall mot Egypten. Franska och brittiska bombflygplan slår till.
- 4 november – Sovjetiska trupper invaderar Ungern för att stoppa den revolution, som startade den 23 oktober. Tusentals ungrare dödas och ännu fler skadas. Nära en kvarts miljon människor flyr från landet.
- 11 november – Sovjetiska styrkor krossar Ungernrevolten.

### År1957
- 3 maj – Den svenska riksdagen beslutar att successivt korta ner arbetsveckan från 48 till 45 timmar fram till 1960.
- 22 maj – Den svenska åldersgränsen för spritinköp höjs från 18 till 21 år för att motverka ungdomsfylleriet. Promillegränsen för bilförare sänks från 0,8 till 0,5. På grund av det ökade spritmissbruket får Systembolagets försäljningspersonal större befogenheter så att man kan begära legitimation av kunderna, avvisa berusade och stänga av missbrukare.
- 27 augusti – Fall av "asiaten", den största influensaepidemin sedan spanska sjukan 1918–1919, registreras i Sverige.
- 23 september – Svåra raskravaller uppstår i USA när skolsegregationen skall brytas, värst är läget i Little Rock i Arkansas vid high school där guvernören försöker stoppa de svarta eleverna, och USA:s president Dwight D. Eisenhower skickar trupper för att skydda dem.
- Hösten (norra halvklotet) – Tv-sändningarna mellan Stockholm och Göteborg länkas.
- 4 oktober – Sovjetunionen sänder upp Sputnik 1, världens första konstgjorda satellit, i omloppsbana runt jorden.
- 13 oktober – Vid den rådgivande svenska folkomröstningen om pensionsfrågan får SAP:s alternativ Linje 1 46% av rösterna och går inte upp till majoritet trots att man får flest röster. De båda övriga får 15 resp. 35%. ATP har varit en dominerande fråga i svensk inrikespolitik under 1950-talets senare del.
- 24 november – T-Centralen i Stockholm invigs.

### År1958

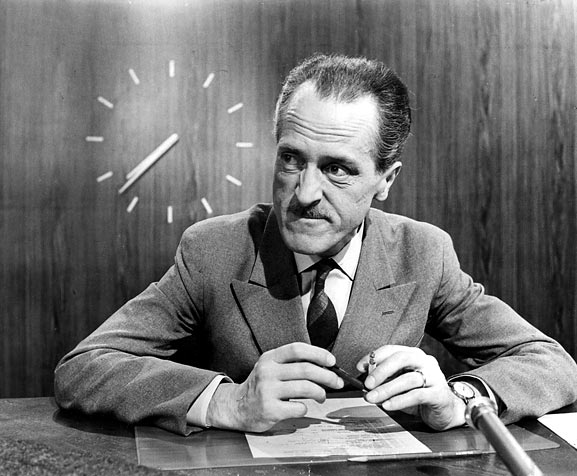
Aktuellt började sändas i TV för första gången.

- 4 januari – Den sovjetiska satelliten Sputnik 1 (uppsänd i rymden 1957) faller tillbaka till jorden.
- 20 januari – Sveriges första kvinnliga poliser börjar tjänstgöra i Stockholm.
- 6 februari – Vid en flygolycka i München omkommer 23 av 43 passagerare bestående av åtta spelare, ledare och supportrar från Manchester United FC.[2]
- 11 mars – De svenska rocksångarna Little Gerhard och Rock-Ragge drar tusentals ungdomar till en rockgala i Eriksdalshallen i Stockholm, där tonårsflickorna är hysteriska och kastar upp klädesplagg på scen.
- 29 juni – Brasilien vinner VM-finalen i fotboll mot Sverige på Råsunda fotbollsstadion i Solna stad med 5-2. Turneringen innebär också TV-mediets stora genombrott i Sverige.
- 3 september – Sveriges Radio-TV:s nyhetsprogram Aktuellt sänds för första gången.

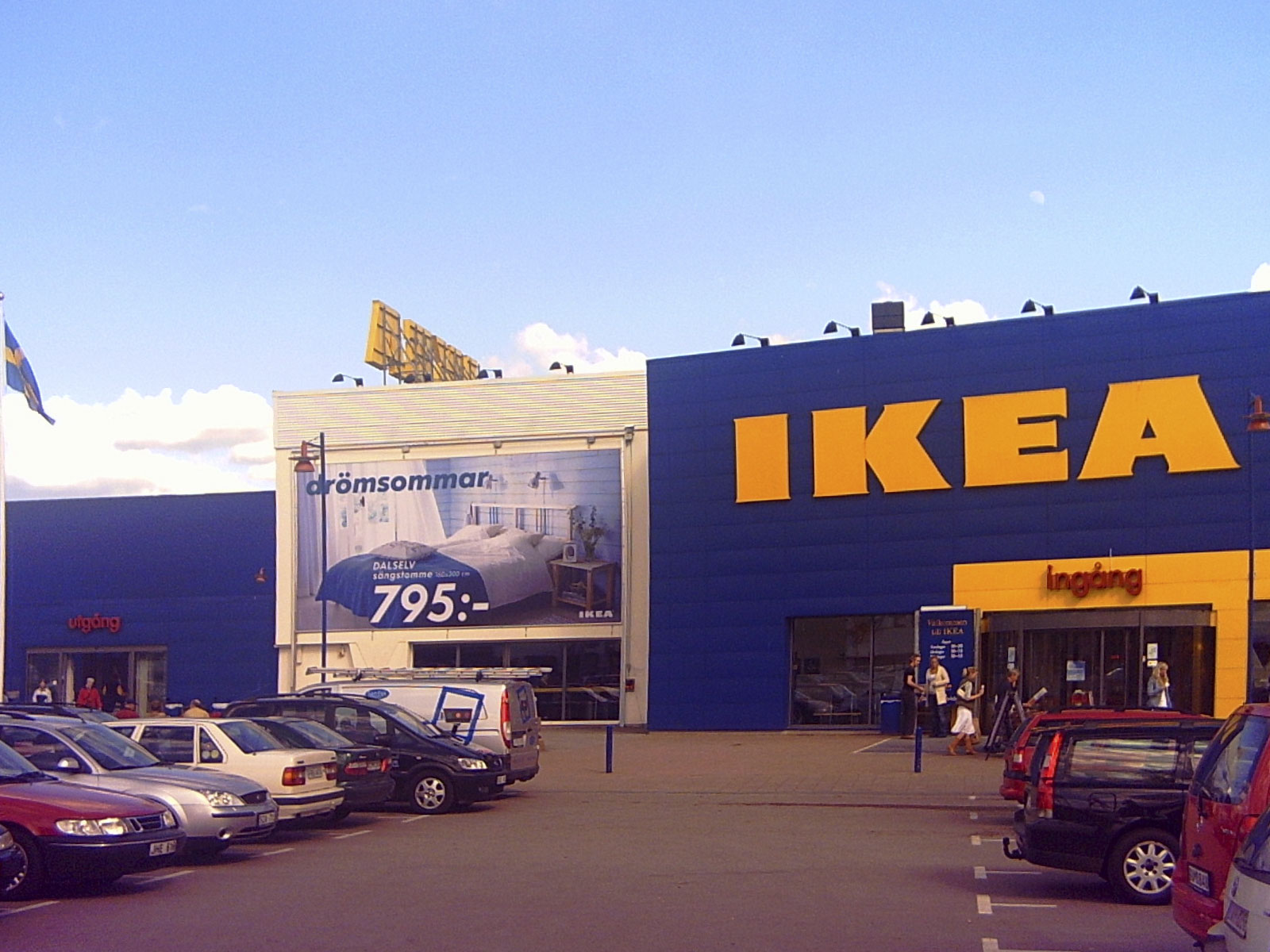
Ikea

- 28 oktober - Det första IKEA-varuhuset öppnas i Älmhult.
- 4 november – Kardinal Giuseppe Roncalli kröns till romersk-katolska kyrkans nye påve Johannes XXIII.

### År1959

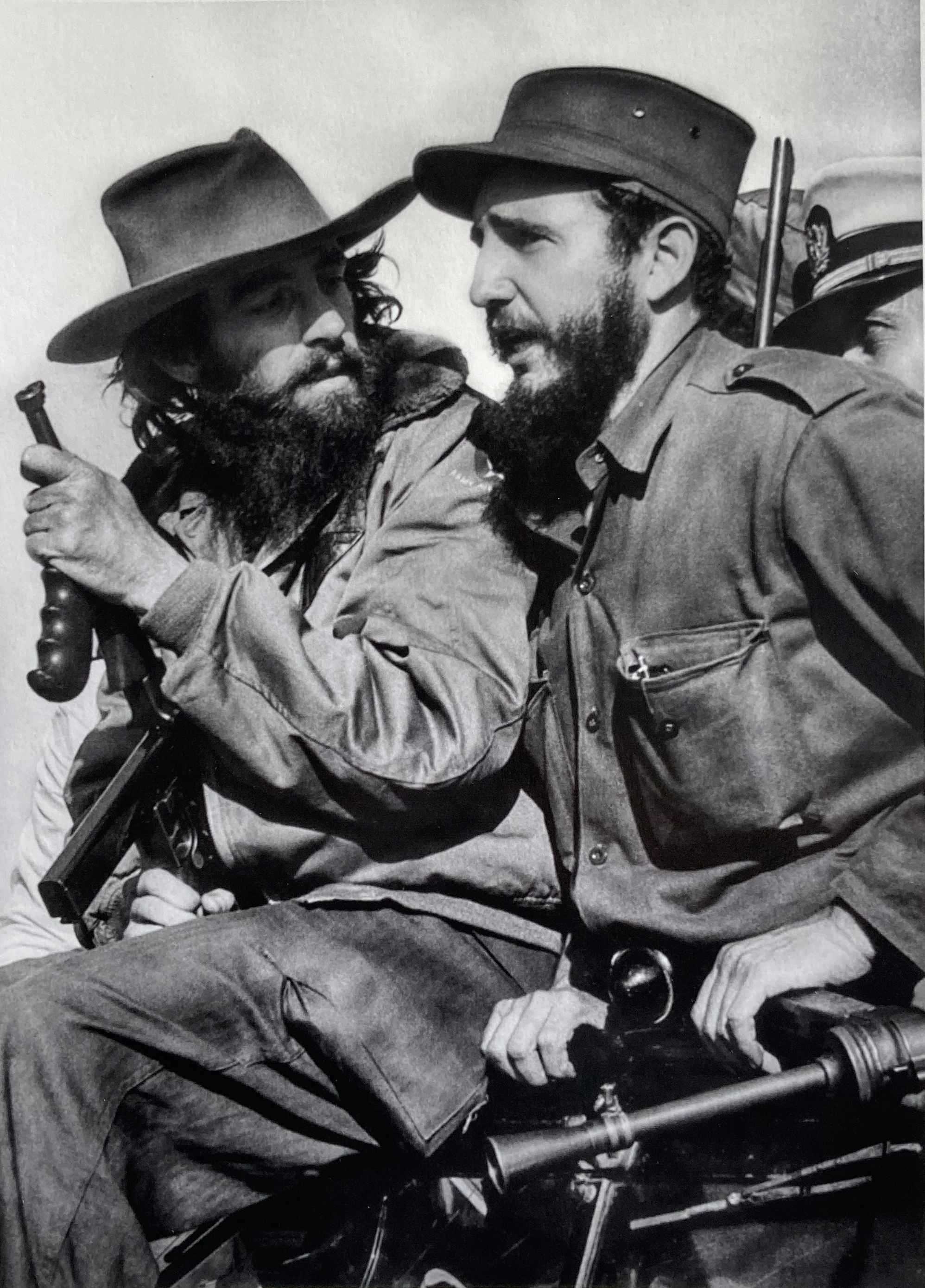
Kubanska revolutionen.

- 1 januari - Kubas president Fulgencio Batista flyr från landet och lämnar därmed Havanna öppet för Fidel Castro.
- 2 januari - Fidel Castro blir Kubas nye ledare.
- 3 januari – Alaska blir den 49:e delstaten att ingå i den amerikanska unionen.
- 9 mars – Barbiedockan presenteras i USA.
- 10 mars – Ett uppror mot det kinesiska styret i Tibet bryter ut i Lhasa.
- 18 mars – Hawaii blir USA:s 50:e delstat.
- 17 augusti – Sveriges första "riksdag" för skolelever anordnas av elevorganisationen SECO (Sveriges Elevers Centralorganisation).
- 20 augusti – Bärgningen av regalskeppet Vasa, som sjönk den 10 augusti 1628, påbörjas.

## Trender
- Bil- och charterturismen slår igenom på allvar i Sverige [3].

## Födda
- Bjarne Stroustrup, fader till C++.
- Håkan Nesser, författare.
- Stevie Wonder, amerikansk musiker.
- Phil Collins, brittisk musiker.
- Douglas Adams, brittisk författare.
- Vladimir Putin, president och premiärminister i Ryssland.
- Håkan Syrén, svensk general och svensk (ÖB) överbefälhavare.
- Tony Blair, premiärminister i Storbritannien 1997-2007.
- Peter Stormare, skådespelare.
- Oprah Winfrey, amerikansk talkshowledare.
- Matt Groening, amerikansk animatör, skapare av Simpsons och Futurama.
- Jackie Chan, Hongkong-född skådespelare.
- Magnus Uggla, svensk sångare.
- Angela Merkel, tysk förbundskansler.
- Hugo Chavez, president i Venezuela.
- Margot Wallström, socialdemokratisk politiker och EU-kommissionär.
- Condoleezza Rice, amerikansk utrikesminister under George W. Bush.
- John Grisham, amerikansk författare.
- Steve Jobs, amerikansk företagare, grundare av Apple Computers.
- Bruce Willis, amerikansk skådespelare.
- Bill Gates, amerikansk datapionjär, skapare av Microsoft.
- Ingemar Stenmark, utförsåkare på skidor.
- Björn Borg, svensk tennisspelare.
- Tom Hanks, amerikansk skådespelare.
- Mona Sahlin, socialdemokratisk partiledare.
- Usama bin Ladin, saudisk terroristledare.
- Joakim Thåström, musiker.
- Eric Carr, trummis i Kiss
- Anna Lindh, socialdemokratisk utrikesminister.
- Marie Fredriksson, sångerska, medlem av Roxette.
- Madonna, amerikansk sångerska.
- Michael Jackson, amerikansk popstjärna.
- Per Gessle, sångare, medlem av Gyllene Tider och Roxette.
- Kevin Spacey, amerikansk skådespelare.
- Julie Hagerty, amerikansk skådespelare och modell.
- Nana Visitor, amerikansk skådespelare och showartist.
- Mats Näslund, svensk ishockeyspelare

## Avlidna
- 29 oktober 1950 – Gustaf V, kung av Sverige.
- 5 mars 1953 – Josef Stalin, Sovjetunionens ledare.
- 30 juni 1953 – Elsa Beskow, svensk barnbokskonstnär.
- 5 november 1954 – Stig Dagerman, svensk författare.
- 21 september 1957 – Håkon VII, kung av Norge.

### Fotnoter
1. ↑  ”USA:s militära insatser i utlandet”. Arkiverad från originalet den 12 oktober 2011. https://www.webcitation.org/62NCLaa95?url=http://www.history.navy.mil/library/online/forces.htm.
2. ↑  ”1958: United players killed in air disaster”. BBC News. 6 februari 1958. http://news.bbc.co.uk/onthisday/hi/dates/stories/february/6/newsid_2535000/2535961.stm.
3. ↑  Sverige 1900-talet – När Sverige tog semester, NE, Bra Böcker, 2000